# Великокужелівська сільська рада
Великокужелівська сільська́ ра́да — адміністративно-територіальна одиниця та орган місцевого самоврядування в Дунаєвецькому районі Хмельницької області. Адміністративний центр — село Велика Кужелева.

## Загальні відомості
- Населення ради: 785 осіб (станом на 2001 рік)

## Населені пункти
Сільській раді підпорядковані населені пункти:
- с. Велика Кужелева

## Склад ради
Рада складається з 15 депутатів та голови.
- Голова ради: Савіцька Наталія Анатоліївна
- Секретар ради: Ачкіназі Валентина Іванівна

### Керівний склад попередніх скликань
| Прізвище, ім'я, по батькові  | Основні відомості                                                                       | Дата обрання | Дата звільнення |
| ---------------------------- | --------------------------------------------------------------------------------------- | ------------ | --------------- |
| Савіцька Наталія Анатоліївна | Сільський голова, 1970 року народження, позапартійна                                    | 26.03.2006   | 31.10.2010      |
| Савіцька Наталія Анатоліївна | Сільський голова, 1970 року народження, освіта середня спеціальна, член Партії регіонів | 31.10.2010   |                 |

Примітка: таблиця складена за даними сайту Верховної Ради України

### Депутати
За результатами місцевих виборів 2010 року депутатами ради стали:

#### За суб'єктами висування
| Суб'єкт висування                      | Кількість обраних депутатів | %    |
| -------------------------------------- | --------------------------- | ---- |
| Самовисування                          | 14                          | 93,3 |
| Партія Християнсько-Демократичний Союз | 1                           | 6,7  |

#### За округами
| № округу                               | Прізвище, ім'я, по батькові      | Дата визнання обраним | Освіта             | Партійна приналежність | Відомості про обраного депутата                           |
| -------------------------------------- | -------------------------------- | --------------------- | ------------------ | ---------------------- | --------------------------------------------------------- |
| Партія Християнсько-Демократичний Союз |                                  |                       |                    |                        |                                                           |
| 13                                     | Брик Володимир Володимирович     | 01.11.2010            | середня спеціальна | позапартійний          | Дунаєвецький район електромереж, кур'єр                   |
| Самовисування                          |                                  |                       |                    |                        |                                                           |
| 1                                      | Боднар Любов Дмитрівна           | 01.11.2010            | середня спеціальна | позапартійна           | тимчасово не працює                                       |
| 2                                      | Яковлев Сергій Михайлович        | 01.11.2010            | середня спеціальна | позапартійний          | тимчасово не працює                                       |
| 3                                      | Лаврентієва Любов Василівна      | 01.11.2010            | вища               | позапартійна           | тимчасово не працює                                       |
| 4                                      | Павлова Алла Іванівна            | 01.11.2010            | вища               | позапартійна           | Великокужелівська сільська рада, головний бухгалтер       |
| 5                                      | Матвеєва Юлія Михайлівна         | 01.11.2010            | вища               | позапартійна           | ЗАТ КБ ПриватБанк, касир                                  |
| 6                                      | Семенюк Марія Всеволодівна       | 01.11.2010            | вища               | позапартійна           | Великокужелівська загальноосвітня школа, директор школи   |
| 7                                      | Васільєва Лариса Іванівна        | 01.11.2010            | середня спеціальна | позапартійна           | тимчасово не працює                                       |
| 8                                      | Романюк Сергій Миколайович       | 01.11.2010            | вища               | позапартійний          | Великокужелівська загальноосвітня школа, вчитель біології |
| 9                                      | Ачкназі Валентина Іванівна       | 01.11.2010            | середня спеціальна | позапартійна           | Великокужелівська сільська рада, секретар                 |
| 10                                     | Максимович Валентина Анатоліївна | 01.11.2010            | середня спеціальна | позапартійна           | сільський клуб, завідувачка                               |
| 11                                     | Гаврілова Людмила Тимофіївна     | 01.11.2010            | середня            | позапартійна           | приватний підприємець                                     |
| 12                                     | Слободян Любов Дмитрівна         | 01.11.2010            | середня спеціальна | позапартійна           | інвалід ІІ групи                                          |
| 14                                     | Весна Олександр Володимирович    | 01.11.2010            | середня спеціальна | позапартійний          | приватний підприємець                                     |
| 15                                     | Кушнір Любов Володимирівна       | 01.11.2010            | середня спеціальна | позапартійна           | Дунаєвецький територіальний центр, соціальний працівник   |